# Борското
Бòрското е село в Северна България, община Габрово, област Габрово.

## География
Село Борското се намира на около 12 km запад-северозападно от центъра на областния град Габрово, 1,5 km югоизточно от село Гъбене и километър югозападно от село Смиловци. Разположено е в северните подножия на Черновръшкия рид, около километър северно от възвишението Мичитя. Надморската височина в централната част на селото е около 350 – 355 m, в северните и източните му краища нараства до около 360 – 365 m, а в югозападния – до около 390 m.
Общинският път до Борското е южно отклонение от третокласния републикански път III-4402, минаващ през селата Гъбене и Смиловци и осигуряващ връзки с второкласния републикански път II-44 (Севлиево – Габрово).

## Население
Населението на село Борското, наброявало 106 души при преброяването към 1934 г. намалява до 25 към 1985 г., а към 2019 г. наброява (по текущата демографска статистика за населението) 13 души.
Преброяване на населението през 2011 г.
Численост и дял на етническите групи според преброяването на населението през 2011 г.:
|                     | Численост | Дял (в %) |
| Общо                | 14        | 100,00    |
| Българи             | 12        | 85,71     |
| Турци               | 0         | 0,00      |
| Цигани              | 0         | 0,00      |
| Други               | 0         | 0,00      |
| Не се самоопределят | 0         | 0,00      |
| Неотговорили        | 0         | 0,00      |

## История
През 1995 г. дотогавашната махала Борското придобива статута на село..
Според старо предание махала Борското е създадена от дядо Борю, който в началото на 19 век дошъл по тези места от Гъбене, защото землището на Борското предлагало добри условия за овцевъдство. В началото на 20 век започнало постепенно преселване на север от първоначално заселения склон, към по-благоприятните за живот места, където днес се разполага село Борското.